# Tetragonia arbusculoides
Tetragonia arbusculoides är en isörtsväxtart som beskrevs av Adolf Engler. Tetragonia arbusculoides ingår i släktet tetragonior, och familjen isörtsväxter. Inga underarter finns listade i Catalogue of Life.